# Napeogenes pozziana
Napeogenes pozziana är en fjärilsart som beskrevs av Charles Oberthür 1878. Napeogenes pozziana ingår i släktet Napeogenes och familjen praktfjärilar. Inga underarter finns listade i Catalogue of Life.